# Trois de la marine (film, 1934)
Pour les articles homonymes, voir Trois de la marine.
Pour plus de détails, voir Fiche technique et Distribution.
Trois de la marine est un film français réalisé par Charles Barrois, sorti en 1934.

## Fiche technique
- Titre : Trois de la marine
- Réalisation : Charles Barrois
- Scénario : Arnold Lipp, René Sarvil, Raymond Vincy, d'après l'opérette d'Henri Alibert
- Photographie : Paul Cotteret
- Musique : Vincent Scotto
- Société de production : Métropa Films
- Pays d'origine :  France
- Format : Noir et blanc — 35 mm — 1,37:1 — Son mono
- Genre : Comédie
- Durée : 90 minutes
- Dates de sortie : 
  - France : 19 octobre 1934

## Distribution
- Armand Bernard : Favouille
- Betty Stockfeld : Dora
- Henri Alibert : Antonin
- Rivers Cadet : Papilotte
- Fernand Charpin : le commandant
- Betty Daussmond : Mme Delescoubes
- Pierre Larquey : Gruchon
- Germaine Roger : Rosette
- Fernand Flament : Goffic
- Lyne de Souza : Fifi
- Germaine Brière : Mme l'Amirale